# Lapsigyrus
Lapsigyrus is een geslacht van weekdieren uit de klasse van de Gastropoda (slakken).

## Soorten
- Lapsigyrus crescentensis Squires & Goedert, 1994 †
- Lapsigyrus mutans (Carpenter, 1857)
- Lapsigyrus myriosirissa Shasky, 1970